# Minotaur (raketserie)
För andra betydelser, se Minotaur (olika betydelser).
Minotaur är en serie amerikanska raketer med fast bränsle. Raketerna bygger på de båda ICBM-robotarna Minuteman och Peacekeeper. På grund av att raketerna bygger på amerikansk militär teknik får de endast användas för att skjuta upp laster för amerikanska staten. Raketerna byggs av företaget Orbital Sciences Corporation.
Tre versioner av Minotaur har hittills skjutits upp. Ytterligare två är under utveckling.

## Versioner

### Minotaur I
Huvudartikel: Minotaur I
Minotaur I är i grunden en fyrastegsraket men finns också med 5 steg. Raketen kan vid en uppskjutning från Cape Canaveral Air Force Station leverera en last på 580 kg till en omloppsbana på 185 km och en lutning på 28,5°. Eller en last på 310 kg till en 740 km Solsynkron bana från Vandenberg Air Force Base. 

### Minotaur II
Huvudartikel: Minotaur II
Minotaur II är en två- eller trestegsraket som inte är avsedd för att nå omloppsbana runt jorden. Raketen kan leverera en last på 460 kg till ett mål 6 700 km från startplatsen.

### Minotaur III
Huvudartikel: Minotaur III
Minotaur III är under utveckling. Raketen har 4 steg och är inte avsedd för att nå omloppsbana runt jorden. Raketen kan leverera en last på 3 000 kg till ett mål 5 000 km från startplatsen.

### Minotaur IV
Huvudartikel: Minotaur IV,
Minotaur IV är en fyrastegsraket som kan placera en last på 1735 kg i en omloppsbana på 185 km och en lutning på 285°.

### Minotaur V
Huvudartikel: Minotaur V
Minotaur V är under utveckling. Raketen har 5 steg och ska kunna skicka 640 kg mot Geostationär omloppsbana eller 447 kg mot Månen